# Кинг, Уна
У́на Тэ́мсин Кинг, баронесса Кинг из Боу (англ. Oona Tamsyn King, Baroness King of Bow; 22 октября 1967, Шеффилд, Саут-Йоркшир, Англия, Великобритания) — английский политик. Она была второй чёрной женщиной-депутатом, избранным в Палату общин после Дайан Эбботт.

## Биография
Уна Кинг родилась в Шеффилде, Западный райдинг Йоркшира, в семье афроамериканского ученого Престона Кинга и его британской жены Хейзел Кинг (урожденная Стерн), борца за социальную справедливость. Ее кузен — Эд Стоппард — английский актер театра и кино.  
Кинг получила образование в общеобразовательной средней школе Хэверстока на Крогсленд-роуд в Чок-Фарм (район Камден), Лондон.   
На первом году обучения в университете Йорка, Кинг на короткое время была членом Социалистической рабочей партии. На втором курсе она получила стипендию Калифорнийского университета в Беркли и окончила его с отличием в 1990 году. Прежде чем стать членом парламента, Уна Кинг была исследователем Европейского парламента. Получив место в парламенте в 1997 году, Кинг стала второй чернокожей женщиной, избранной в парламент. Она также работала политическим помощником депутата Европарламента Глина Форда, лидера лейбористской партии в Европейском парламенте, а затем депутата Европарламента Гленис Киннок.
Кинг входила в специальный комитет по международному развитию и была заместителем председателя Общепарламентской группы по Бангладешу.   Ее выбрали для второй дискуссии о речи королевы в ноябре 2002 года, где она также обсудила свои взгляды на геноцид и поездку в Руанду.  Кинг занимала должность личного парламентского секретаря государственного секретаря по торговле и промышленности и министра электронной коммерции.  В 2003 году она была включена в число «100 великих чернокожих британцев».  В 2007 году Кинг опубликовала свою автобиографию The Oona King Diaries: House Music. В 2008 году премьер-министр Гордон Браун назначил ее своим старшим советником по вопросам политики равенства, разнообразия и веры. В январе 2009 года Кинг был назначен главой отдела разнообразия на Channel 4.
С 15 июля 1994 года Уна замужем за Тиберьо Сантомарко (род. 1962), с которым она встречалась 3 года до их свадьбы. У супругов есть четверо детей: трое приёмных, сын Элия Сантомарко (род. 2005) и дочери Кайя Сантомарко (род. 2007) и Ариэль Сантомарко (род. 2011), и ещё один сын, рождённый суррогатной матерью — Тулльо Джахан Сантомарко (род. 10.10.2013). 
В октябре 2019 года Уна Кинг была включена в ежегодный список топ-100 влиятельных людей африканского и афро-карибского происхождения в Великобритании.
Свободно владеет итальянским и французским языком.
Кинг появлялся в телевизионных шоу, таких как This Week, The Daily Politics, The All Star Talent Show и Have I Got News for You.